# 제47회 인도 국제 영화제
제47회 인도 국제 영화제는 2016년 11월 20일에 열린 시상식이다.

## 수상 및 후보

### 작품상
- 더 도터 - 레자 미르카리미 수상

### 감독상
- 라우프: 소년의 소원 - 바리스 카야 외 1명 수상

### 여우주연상
- 멜로우 머드 - 엘리나 바스카 수상

### 남우주연상
- 더 도터 - 파르하드 아슬라니 수상

### 심사위원특별상
- 사도 - 이준익 수상

### 특별언급
- 어폴로지 - 티파니 슝 수상

### ICFT 유네스코상
- 콜드 오브 카란다르 - 무스타파 카라 수상

### 국제 경쟁
- 어코딩 투 허 - 에스텔레 아르투스
- 더 도터 - 레자 미르카리미
- 하우스 오브 아더스 - 루수단 글루르지즈
- 아이, 올가 헤프나로바 - 토마스 와인렙 외 1명
- 퍼스널 어페어스 - 마하 하즈
- 라우프: 소년의 소원 - 바리스 카야
- 상처입은 마음 - 라두 주데
- 멜로우 머드 - 레나스 빔바
- 넬리 - 안 에몽
- 라스트 패밀리 - 얀 P. 마투신스키
- 산티스 씨의 기나긴 밤 - 프란시스코 말퀘즈
- 더 스튜던트 - 키릴 세레브렌니코프
- 사도 - 이준익
- 이쉬티 - G.프라바
- 사하즈 파더 갓포 - 마나스 무쿨 팔

### 세계의 영화
- `76 - 이즈 오주쿠
- 스톡홀름의 마지막 연인 - 페닐라 어거스트
- 알마 드 산 페레 - 야모 람펠라
- 알로코 우다파디 - 챠트라 베라만
- 알로이스 - 토비아스 놀레
- 얼웨이즈 샤인 - 소피아 타칼
- 아메리칸 허니 - 안드레아 아놀드
- 벨기카 - 펠릭스 반 그뢰닝엔
- 벤치 시네마 - 모하마드 라마니안
- 비욘드 더 마운틴즈 앤드 힐스 - 에란 콜리린
- 베아트리체 없는 보리스 - 드니 코테
- 어둠의 시간 - 아노차 수위차콘퐁
- 장강도 - 차오 양
- 은판 위의 여인 - 구로사와 기요시
- 독스 - 보그단 미리카
- 에곤 쉴레: 욕망이 그린 그림 - 디터 베르너
- 엘 암파로 - 로베르 칼자딜라
- 피오레 - 클라우디오 지오바네시
- 프럼 노웨어 - 매튜 뉴턴
- 라이크 코튼 트윈스 - 레일라 드잔시
- 맘말 - 레베카 댈리
- 마이 그랜드마더 패니 카플란 - 올레나 데미야넨코
- 페일 스타 - 그레임 메일리
- 파울라 - 크리스찬 슈뵈초브
- 리메인더 - 오메르 파스트
- 생 조지 - 마르코 마틴스
- 선 오브 워 - 줄리에타 레데스마
- 더 스탑오버 - 델핀 콜린
- 더 스위트 플레이스 - 차오 쉬 한
- 더 트레인 오브 솔트 앤 슈가 - 리치노 아제베도
- 시간이탈자 - 곽재용
- 웰하우스드 - 잭 자하 카바비
- 우리는 고깃덩어리 - 에밀리아노 로차 민터
- 여자가 잠들 때 - 웨인 왕
- 울루 - 다오우다 콜리베일리
- 초록 들판의 노란 꽃들 - 빅터 부
- 헌팅 플라이스 - 아이저 알리우
- 인터체인지 - 데인 세이드
- 내 인생의 비수기 - 사볼치 하이두
- 카티 카티 - 비티 마스야
- 킹스 쉬프트 - 이그나스 미스키니스
- 댓 트립 뒤 툭 위드 대드 - 안카 미루나 라자레스쿠
- 죽여주는 여자 - 이재용
- 더 해피니스 오브 더 월드 - 미하 로사
- 조류학자의 은밀한 모험 - 주앙 페드로 로드리게스
- 노란 새 - 라자고팔 케이
- 아이나바지 - 아미타브 레자 초드허리
- 돈트 포겟 어바웃 미 - 페르난다 라몬도
- 가족의 비밀 - 만프레드 바이노키비
- 홈 스위트 홈 - 파톤 바이락타리
- 카불리우드 - 루이스 무니에
- 레일라 M - 마이케 더 용
- 레터스 프롬 프라하 - 앙가 드위마스 사송코
- 릴리 래인 - 베네덱 플리고프
- 우등시민 - 마리아노 콘
- 사랑에 빠진 여자 - 토마스 바실레프스키
- 인버젼 - 베남 베자디
- 말라리아 - 파르비즈 샤흐바지
- 어 드래곤 어라이브즈 - 마니 하기기
- 데쓰 바이 데쓰 - 하비에르 세론
- 데스티니 - 장 웨이
- 파두 - 요나스 로틀랜더
- 인테러게이션 - 드류 밀레
- 블랙스톤 - 노경태
- 이너 시티 - 이가르 사파트
- 트레인 드라이버스 다이어리 - 밀로스 라도빅
- 웨이스트랜즈 - 미리암 헤어드
- 헤디 - 모하메드 벤 아티아
- 데이드림 - 캐롤라인 데루아스 가렐
- 더 라이터스 버로우 - 쿠로 곤잘레스
- 마리에 앤 더 미스핏츠 - 세바스티앙 베베데르
- 나이트 라이프 - 데미안 코졸레
- 온 디 아더 사이드 - 즈린코 오그레스타
- 더 브라이브 오브 헤븐 - 리산드로 듀퀴 나란요
- 올리 마키의 가장 행복한 날 - 유호 쿠오스마넨
- 트와일라잇 오버 버마 - 사빈느 데르플링거

### 미드-페스트
- 타마라 - 엘리아 슈나이더

### 페스티벌 칼레이도스코프
- 춘몽 - 장률
- 애즈 유 아 - 마일스 요리스-페이라피트
- 클라쉬 - 모하메드 디아브
- 신 없는 세상 - 라릿자 페트로바
- 후쿠시마 내 사랑 - 도리스 되리
- 헤마 헤마 - 키엔체 노르부
- 레터스 프롬 워 - 이보 M. 페레이라
- 나콤 - 켈리 다니엘라 노리스 외 1명
- 샌드 스톰 - 일리트 젝세르
- 시에라네바다 - 크리스티 푸이유
- 더 블라인드 크라이스트 - 크리스토퍼 머레이
- 더 데이 윌 컴 - 예스퍼 W. 닐슨
- 다가오는 것들 - 미아 한센-러브
- 바라카 밋츠 바라카 - 마흐무드 샙백
- 란투어리 - 레자 도르미시안
- 베리 빅 샷 - 미르-진 보 차야
- 프렘이쉬 헤븐 - 피터 몬사르트
- 어머니의 바다 - 카를로스 델 카스티요
- 스테잉 버티컬 - 알랭 기로디
- 와일드 - 니콜레트 크레비츠

### 다큐멘터리
- 프렌치 시네마 스토리 - 베르트랑 타베르니에
- 엑사일 - 리티 판
- 페어웰 마이 인디언 솔저 - 비자이 싱
- 화염의 바다 - 잔프란코 로시
- 뎁스 투 - 오그젠 글라보닉
- 인디아 인 어 데이 - 리치 메타

### 마스터스트로크
- 사라예보의 죽음 - 다니스 타노비치
- 끝없는 시 - 알레한드로 조도로프스키
- 바칼로레아 - 크리스티안 문주
- 나, 다니엘 블레이크 - 켄 로치
- 마'로사 - 브리얀테 멘도사
- 마이 힌두 프렌드 - 헥터 바벤코
- 더 바디 아티스트 - 브누와 쟉꼬
- 파라다이스 - 안드레이 콘찰로프스키
- 슬랙 베이:바닷가 마을의 비밀 - 브루노 뒤몽
- 더 뷰티풀 데이즈 오브 아란후에스 - 빔 벤더스
- 더 콘스터튜션 - 라즈코 그릭
- 네온 데몬 - 니콜라스 윈딩 레픈
- 세일즈 맨 - 아쉬가르 파라디
- 언노운 걸 - 장 피에르 다르덴 외 1명
- 슬픈 미스터리를 위한 자장가 - 라브 디아스
- 자얀데 루드의 밤 - 모흐센 마흐말바프
- 단지 세상의 끝 - 자비에 돌란
- 사랑의 시대 - 토마스 빈터베르그
- 루이 14세의 죽음 - 알베르트 세라
- 패터슨 - 짐 자무쉬

### 스페셜 트리뷰트
- 사랑에 빠진 것처럼 - 압바스 키아로스타미
- 쉬린(영어판) - 압바스 키아로스타미
- 테이크 미 홈 - 압바스 키아로스타미
- 체리 향기 - 압바스 키아로스타미
- 텐 - 압바스 키아로스타미
- 바람이 우리를 데려다 주리라 - 압바스 키아로스타미
- 재와 다이아몬드 - 안제이 바이다
- 카틴 - 안제이 바이다
- 철의 사나이 - 안제이 바이다
- 더 메이드 오브 윌코 - 안제이 바이다
- 약속의 땅 - 안제이 바이다

### 하미지
- 셀린느와 줄리 배타러 가다 - 자크 리베트
- 내가 본 파리 - 장 뤽 고다르 외 4명

### 오픈 에어 스크리닝
- 에어리프트 - 라자 메논
- 화염 - 라메쉬 시피
- 바지라오 마스타니 - 산제이 릴라 반살리
- 마가다라 - SS 라자몰리
- 술탄 - 알리 아바스 자파
- 와일드 - 나그라지 만줄
- 냇샘랫 - 아사 냇 혼 나히 - 마헤쉬 만레카

### 컨트리 포커스
- 차이나타운 - 한준희
- 동주 - 이준익
- 돼지의 왕 - 연상호
- 무뢰한 - 오승욱
- 우리들 - 윤가은
- 터널 - 김성훈

### 하미지:인도영화
- 바산티윰 락스미윰 핀네 느자아눔 - 비나얀
- 타니찰라 냔 - 바부 티루발라
- 셀룰로이드 맨 - 시벤드라 싱 둥가르푸르
- 러브 인 심라 - R.K. 나이아
- 어 크리에이터 위드 미다스 터치 - 판추 아루나찰람

### 인도영화 - 장편
- 알라마 - T.S. 나가브하라나
- 어느 댄서 이야기 - 아난야 까사라발리
- 이쉬티 - G.프라바
- 사하즈 파더 갓포 - 마나스 무쿨 팔
- 에어리프트 - 라자 메논
- 바후발리: 더 비기닝 - SS 라자몰리
- 바지라오 마스타니 - 산제이 릴라 반살리
- 바스투 샤압 - 카우시크 간굴리
- 치트로카르 - 사이발 미트라
- 딕차우 바낫 팔라악스 - 산지브 사브하판디트
- 엑크 알벨라 - 세자르 사르탄델
- 파이널 라운드 - 수드하 콘가라
- 케이 세라 세라 - 리지브 신데
- 카아두 푸크쿤나 네람 - 비주쿠마 다모다란
- 호숫가 사람들 - 하오밤 파반 쿠마르
- 만트라 - 니콜라스 카르콘고르
- 냇샘랫 - 아사 냇 혼 나히 - 마헤쉬 만레카
- 오나아타 - 프라디프 쿠르바
- 핑키 뷰티 팔로우어 - 악샤이 싱
- 더 퀘스트 - 미카란드 메인
- 루판타람 - 파드마 쿠마르
- 와일드 - 나그라지 만줄
- 술탄 - 알리 아바스 자파
- 바운드리스 - 고탐 고세
- 유 턴 - 파완 쿠마
- 비람 맥베스 - 자야라즈 라자세카란 나이르

### 인도영화 - 비장편
- 페이머스 인 아마다바드 - 하르딕 메타
- 바흐차 사헤브 - 사이캣 세카레스워 레이
- 세실리아 - 판카즈 조하르
- 차우캣 - 우메쉬 모한 바가데
- 다아라브타 - 니샨트 로이 봄바르드
- 선택 - 소니아 사하란
- 어스 크루세이더 - 샤브남 수크데브
- 고잉 홈 - 니란잔 쿠마르 쿠저
- 갓 인 쉐이클 - 산지타 아이어
- 네스트 - 사우랍 라이
- 건스 앤드 기타: 어 뮤지컬 트래벌로그 - 비듀트 코토키
- 아이마사비트리 - 보보 크후라이잠
- 인 리턴, 저스트 어 북 - 샤이니 제이콥 벤자민
- 메모리스 오브 어 포가튼 워 - 웃팔 볼푸자리
- 오르마유데 마티르바람부칼 - 수데스 발란
- 페이와트 - 나야나 돌라스 외 1명
- 란두 쿠립푸칼 - 기레이스 쿠마르 K
- 사빈 아런 - 알타프 마지드
- 사만 - 몬순 - 빌루 폴
- 타안다브 - 데바시스 마키자
- 더 윈드 인 더 마루와 - 산카짓 비스와스

### 신인감독상 후보작
- 일주일, 그리고 하루 - 아사프 폴론스키
- 아워 마더 - 페리아 델리바
- 라라 - 페파 산 마틴
- 트레멘테인 - 배시 볼고어지언
- 래스 - 호타 아로낙
- 늑대와 양 - 샤르바누 사다트
- 어느 댄서 이야기 - 아난야 까사라발리

### ICFT 유네스코
- 알라마 - T.S. 나가브하라나
- 벨루가 - 메흐디 자파리
- 어 리얼 베르메르 - 루돌프 밴 덴 버그
- 콜드 오브 카란다르 - 무스타파 카라
- 익사일 - 데이비스 시메니스
- 하모니아 - 오리 시반
- 나비의 눈물 - 티파니 슝
- 더 패밀리 - 디멘시아 - 지오반나 리베스

### 엘리먼츠 오브 시네마
- 아이 엠 유어 파더 - 토니 베스타르드 외 1명
- 키퍼스 오브 더 매직 - 빅 사린
- 크리처 디자이너: 에일리언에서 워킹데드까지 - 알렉상드르 퐁세 외 1명
- 라이프, 애니메이티드 - 로저 로스 윌리엄스

### 다큐멘팅 더 레전드
- 키아로스타미와 함께 한 76분 15초 - 세이폴라 사마디안
- 클로즈 인카운터스 위드 빌모스 지그몬드 - 피에르 필몬
- 프리츠 랑 - 고르디안 마우크
- 미후네: 라스트 사무라이 - 스티븐 오카자키
- S 이즈 포 스탠리 - 알렉스 인파셀리
- 리차드 링클레이터 - 드림 이즈 데스티니 - 루이스 블랙
- 버서스: 더 라이프 앤드 필름스 오브 켄 로치 - 루이즈 오스몬드

### 메모리즈 오브 피어
- 혼자 - 박홍민
- 무서운 이야기 3 : 화성에서 온 소녀 - 김선 외 3명
- 내부자들 - 우민호
- 오피스 - 홍원찬
- 곡성(哭聲) - 나홍진
- 부산행 - 연상호

### 갈라 스크리닝 - 세계의 영화
- 타마라 - 엘리아 슈나이더
- 밀정 - 김지운
- 어코딩 투 허 - 에스텔레 아르투스
- 아워 마더 - 페리아 델리바
- 알마 드 산 페레 - 야모 람펠라
- 알로코 우다파디 - 챠트라 베라만
- 돈트 포겟 어바웃 미 - 페르난다 라몬도
- 라이크 코튼 트윈스 - 레일라 드잔시
- 선 오브 워 - 줄리에타 레데스마
- 키퍼스 오브 더 매직 - 빅 사린
- 애프터이미지 - 안제이 바이다

### BRICS 영화제 우승작
- 14살의 첫사랑 - 안드레이 자이체프
- 비트윈 밸리스 - 필립 바신스키
- 칼루시 - 맨들라 듀브
- 티티 - 람 레디
- 대당현장 - 후오지엔치